# Cyphostemma stenolobum
Cyphostemma stenolobum là một loài thực vật hai lá mầm trong họ Nho. Loài này được (Welw. ex Baker) Desc. ex Wild & R.B.Drumm. miêu tả khoa học đầu tiên năm 1966.